# Naomi Hirahara

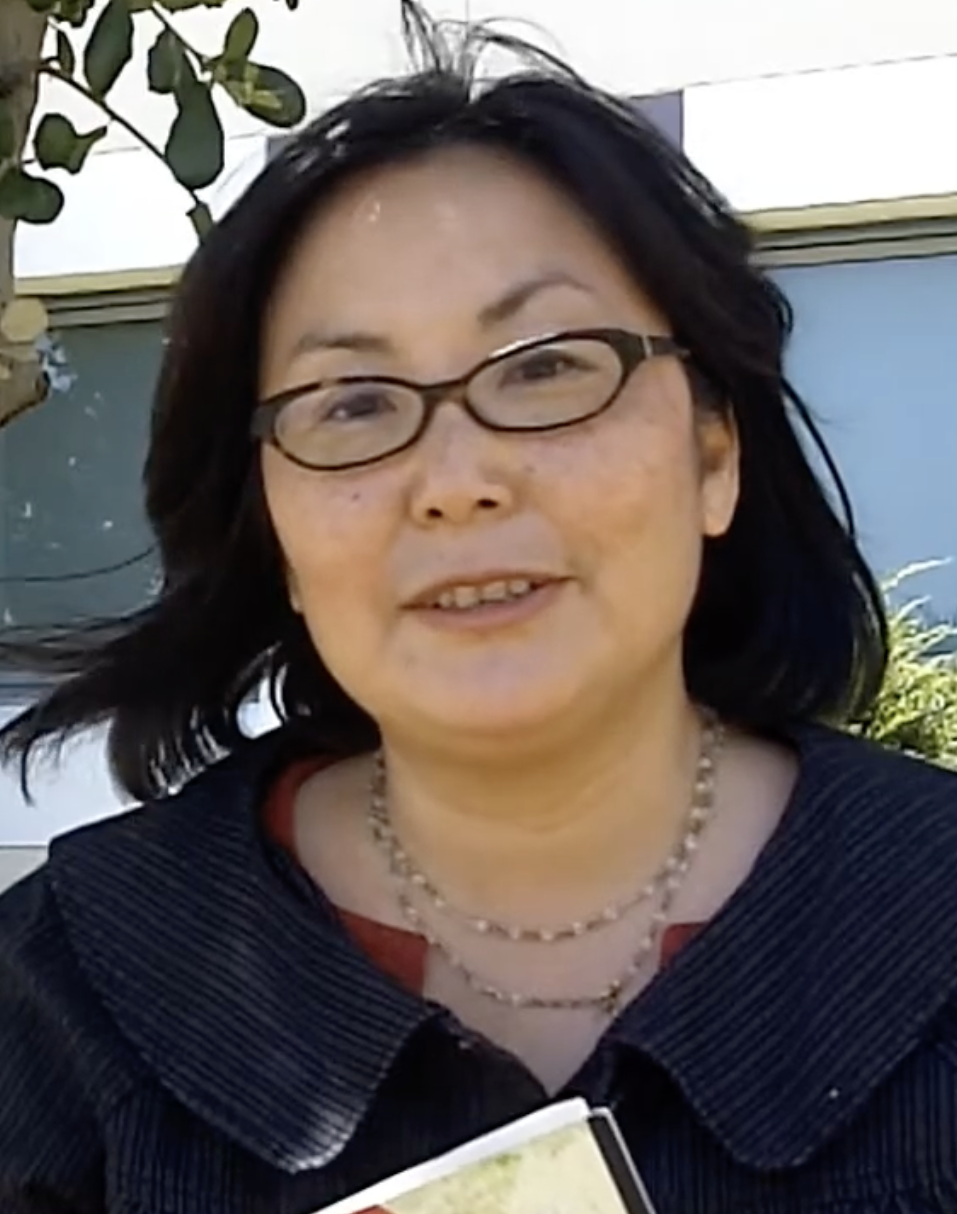
Naomi Hirahara 2011

Naomi Hirahara (japanisch 平原 直美; * 12. Mai 1962 in Pasadena) ist eine amerikanische Schriftstellerin und Journalistin mit japanischem Migrationshintergrund.

## Leben
Hiraharas Eltern Mayumi und Isamu haben beide als Kinder den Atombombenabwurf auf Hiroshima überlebt. Ihr Vater Isamu emigrierte nach dem Zweiten Weltkrieg in die USA. 1960 heirateten Hiraharas Eltern in Hiroshima und ließen sich dann in Kalifornien nieder.
Naomi Hirahara erwarb einen Bachelor in Internationalen Beziehungen an der Stanford University. Ihr Studienschwerpunkt war Afrika. Sie war auch als Freiwillige für drei Monate in Ghana. Nach ihrem Abschluss 1983 vertiefte sie ihre Japanisch-Kenntnisse am Inter-University Center for Japanese Language Studies in Tokio.
Sie ist verheiratet und lebt in Südkalifornien.

## Karriere

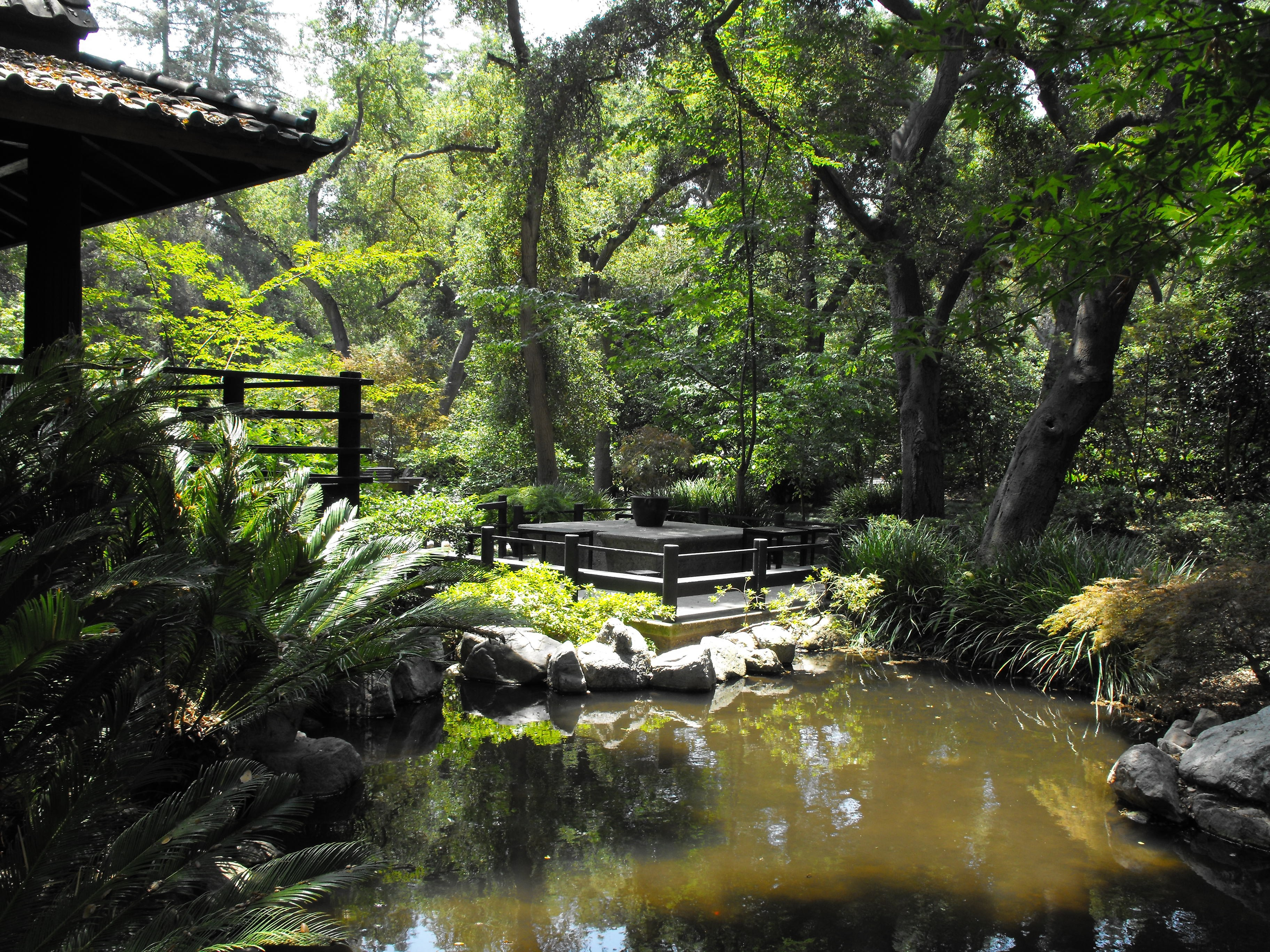
Descanso Gardens, japanischer Garten 2009

Hirahara begann ihre journalistische Arbeit bei der ältesten bilingual japanisch-amerikanischen Zeitung Rafu Shimpo 1984 in Los Angeles. 1996 beendete sie ihre Arbeit als Journalistin und fing an zu lektorieren und eigene Bücher zu schreiben. Ihr erster Krimi war bereits ein Erfolg, Summer of the Big Bachi wurde 2004 für den Barbara Kingsolver’s Bellwether Prize nominiert.
Im Mittelpunkt ihrer Bücher stehen meist Amerikaner mit japanischem Migrationshintergrund sowie deren Schicksal nach dem Krieg und dem Aufenthalt in Internierungslagern während des Zweiten Weltkriegs. Protagonist ihrer Mas Arai Geheimnis Serie ist ein japanischstämmiger Gärtner, der Hiroshima überlebt hat und in Amerika Verbrechen aufklärt. Neben Krimis verfasste Hirahara auch historische Sachbücher.
Ihr erster auf Deutsch übersetzter Krimi Clark & Division wurde folgendermaßen charakterisiert: „Clark & Division“ ist – auch – ein Thriller, vor allem aber ist der Roman eine auf spannende Weise verwobene Familiengeschichte mit den historischen Schatten einer Vergangenheit, die sehr rasch von der Bildfläche verschwand."
Hirahara schrieb außerdem die Drehbücher zu dem Kurzfilm Mamo`s Weed (2007) und zu einer Episode der Fernsehserie Lost L.A. (2017), die die Geschichte von Los Angeles und Kalifornien dokumentiert. In dieser Episode geht es um die Descanso Gardens, eine Parkanlage, die in ihren Pflanzen die Geschichte widerspiegelt.
Neben ihren schriftstellerischen Arbeiten kuratierte sie auch Ausstellungen in den Descanso Gardens und dem Los Angeles Maritime Museum.

## Auszeichnungen
Naomi Hiraharas erster Edward Award (Best Paperback Original) wurde ihr 2007 für Snakeskin Shamisen, Band drei der Mas Arai Geheimnis Serie, überreicht; das siebte Buch dieser Serie, Hiroshima Boy, wurde auch für diesen Preis nominiert. Der Edward Award ist ein Preis, der jährlich an amerikanische Krimiautoren vergeben wird.
2022 erhielt Hirahara einen weiteren Edward Award (Mary Higgens Clark Award) für ihren Krimi Clark and Division.

## Veröffentlichungen (Auswahl)

### Mas Arai Geheimnis Serie
- Summer of the Big Bachi. Random House Publishing Group, 2004, ISBN 978-0-440-33489-7.
- Gasa-Gasa Girl. Random House Publishing Group, 2005, ISBN 978-0-440-33532-0.
- Snakeskin Shamisen. Random House Publishing Group, 2006, ISBN 978-0-440-33589-4.
- Blood Hina. Altadena, California: Prospect Park Books, 2010, ISBN 978-1-938849-19-0.
- Strawberry yellow. Altadena, California: Prospect Park Books, 2013, ISBN 978-1-938849-02-2.
- Sayonara slam. Altadena, California: Prospect Park Books, 2016, ISBN 978-1-938849-73-2.
- Hiroshima boy. Altadena, California: Prospect Park Books, 2018, ISBN 978-1-945551-09-3.

### Officer Ellie Rush Serie
- Murder on Bamboo Lane. Penguin Publishing Group, 2014, ISBN 978-1-101-60945-3.
- Grave on Grand Avenue. Penguin Publishing Group, 2015, ISBN 978-1-101-60946-0.

### Leilani Santiago Serie
- Iced in paradise: A Leilani Santiago Hawai'i mystery. Altadena, California: Prospect Park Books, 2019, ISBN 978-1-945551-63-5.

### Einzelromane
- 1001 Cranes. Random House Children’s Books, 2008, ISBN 978-0-375-84881-0.
- Clark and Division. Soho Crime, 2021, ISBN 978-1-64129-249-8.
  - Clark & Division. Deutsch von Karen Witthuhn, ars vivendi Verlag, Cadolzburg 2022, ISBN 978-3-7472-0422-1.

### Sachbücher
- Terminal Island: Lost Communities of Los Angeles Harbor. Angel City Press, 2014, ISBN 978-1-62640-018-4. (mit Geraldine Knatz und J. Eric Lynxwiler)
- Live after Manzamar. Heyday, 2018, ISBN 978-1-59714-400-1 (mit Heather C. Lindquist).